# Richard Mabuza
Richard Mabuza (3 marzo 1946 – 2018) è stato un maratoneta swati.

## Biografia
Nel 1972 partecipò ai Giochi olimpici di Monaco di Baviera dove fu portabandiera per lo Swaziland, che quell'anno prendeva parte per la prima volta ai Giochi. Gareggiò nei 10000 metri, dove si ritirò in batteria, e nella maratona, che concluse al 17º posto.
Negli anni successivi si affermò ai massimi livelli internazionali nella maratona conquistando la medaglia di bronzo ai Giochi panafricani del 1973 e ai Giochi del Commonwealth del 1974, e la medaglia d'oro ai Giochi panafricani del 1978. Non riuscì, invece, a concorrere per una medaglia olimpica per via del boicottaggio degli stati africani in occasione dei Giochi di Montréal 1976.

## Palmarès
| Anno | Manifestazione          | Sede         | Evento        | Risultato | Prestazione | Note  |
| ---- | ----------------------- | ------------ | ------------- | --------- | ----------- | ----- |
| 1972 | Giochi olimpici         | Monaco       | 10000 m piani | Batteria  | dnf         | [ 2 ] |
| 1972 | Giochi olimpici         | Monaco       | Maratona      | 17º       | 2h20'39"6   | [ 3 ] |
| 1973 | Giochi panafricani      | Lagos        | Maratona      | Bronzo    | 2h17'33"    |       |
| 1974 | Giochi del Commonwealth | Christchurch | Maratona      | Bronzo    | 2h12'55"    |       |
| 1978 | Giochi panafricani      | Algeri       | Maratona      | Oro       | 2h21'53"    |       |

## Altre competizioni internazionali
1975
- 39º alla Maratona di Boston ( Boston) - 2h22'35"

1976
- 36º alla Maratona di Boston ( Boston) - 2h32'47"